# Таппия, Джованни
Джованни ди Таппия (итал. Giovanni di Tappia; ум. 1543) — испанский священник, основал в Неаполе в 1537 году на деньги, собранные в виде милостыни, первую музыкальную консерваторию Санта-Мария-ди-Лорето, послужившую образцом для всех последующих.